# Вилхелм I (Вертхайм)
Вилхелм I фон Вертхайм (на немски: Wilhelm I von Wertheim; * 1421; † 1 май 1482) е граф на Вертхайм и бургграф на Милтенберг в Бавария.

## Произход
Той е син на граф Михаел I фон Вертхайм († 25 юли 1440) и съпругата му София фон Хенеберг (1395 – 1441), дъщеря на граф Фридрих I фон Хенеберг-Ашах (1367 – 1422).  По-големият му брат Фридрих умира през 1438 г.
Вилхелм I фон Вертхайм умира на 1 май 1482 г. и е погребан в градската църква във Вертхайм.

## Фамилия
Вилхелм I фон Вертхайм се жени пр. 14 януари 1448 г. за Агнес фон Изенбург-Бюдинген (1448 – 1497), дъщеря на граф Дитер I фон Изенбург-Бюдинген († 1461) и съпругата му графиня Елизабет фон Золмс-Браунфелс († 1451). Те имат десет деца:
- Маргарета († сл. 18 ноември 1502)
- София († сл. 1491)
- Михаел II фон Вертхайм (* ок. 1450; † 24 март 1531), граф на Вертхайм-Бройберг, женен за графиня Барбара фон Еберщайн в Ной-Еберщайн († 1 август 1529)
- Вилхелм (* пр. 1461; † 11 август 1490)
- Лудвиг († сл. 1508)
- Еразмус/Азмус фон Вертхайм († 28 февруари 1509), граф на Вертхайм-Бройберг, женен ок. 7 януари 1489 г. в Мозбах за графиня Доротея фон Ринек-Грюнсфелд-Лауда († 24 март 1503)
- Бригита († 1506)
- Елизабет († 15 юни 1525)
- Катарина († сл. 1507)
- Амалия фон Вертхайм (* ок. 1450; † сл. 1532), омъжена ок. 1502 г. за Гумпрехт I фон Нойенар-Алпен граф на Лимбург († 1505)